# Theater … und so fort

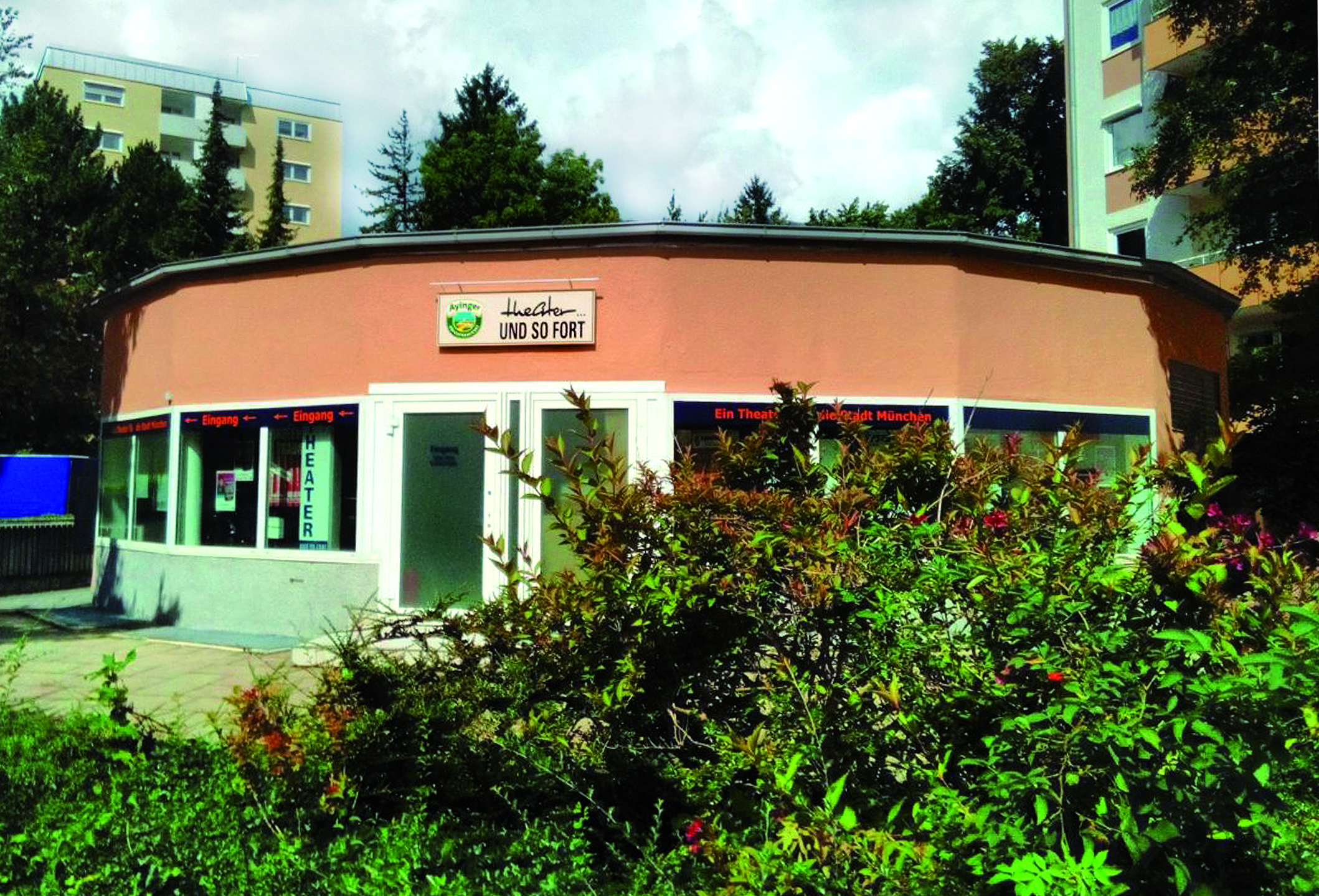

Das theater … und so fort ist ein Münchner Privattheater unter der Leitung von Heiko Dietz. Die freie Theatergruppe theater … und so fort wurde 1989 gegründet. 1999 wurde die Spielstätte theater … und so fort eröffnet. Dem Theater ist die Schauspielschule TheaterRaum München angegliedert. Es ist ebenfalls Mitglied im Netzwerk Freie Szene München e. V.

## Ausrichtung
Das Profil des theater … und so fort ist geprägt von Heiko Dietz. Zum Programm gehören Uraufführungen von eigenen Stücken, Koproduktionen, Gastspiele, Bühnenprogramme von Zauberkünstlern (u. a. Die Münchner Zauberwochen), Lesungen und Aufführungen für Kinder („Dr. Döblinger’s Kasperltheater“). Darüber hinaus gilt das besondere Interesse der Entdeckung neuer Autoren. Das Haus öffnet sich als Bühne für Schauspieltalente und Regiedebüts.

## Geschichte
theater … und so fort wurde 1989 als freie Gruppe von Fritz Spaeder gegründet. 1994 wurde die Leitung an Heiko Dietz und Christian Kroos übergeben, die das Ensemble zu seinem heutigen professionellen Status führten. In Kooperation mit THETA e. V., dem Verein zur Förderung der freien Theater- und Tanzkultur in München (Rechtsträger), wurden am 1. Januar 1999 die Räume des ehemaligen Modernen Theaters (1968–1998) von Uta Emmer übernommen und die neue Spielstätte am 24. Februar 1999 mit machina von Christian Kroos eröffnet.
Seit 2001 wird das Theater vom Kulturreferat der Landeshauptstadt München gefördert.
Seit 15. Oktober 2004 ist die Ausbildungsstätte TheaterRaum München, Berufsfachschule für Schauspiel & Regie, dem Theater angegliedert.
Von 2009 bis 2017 befand sich das Theater in der Kurfürstenstraße in der ehemaligen Spielstätte des Theater Unterton von Jörg Maurer, wo es über doppelt so viele Plätze wie zuvor hatte und über eine eigene Gastronomie verfügte.
Die Spielstätte musste wegen eines Wasser- und Asbestschadens, aufgrund einer mangelhaft ausgeführten Hofsanierung, schließen.
Nach zweijähriger Suche befindet sich das Theater seit Herbst 2019 im Stadtteil Sendling-Westpark in der Hinterbärenbadstraße.